# Кониярв, Антон Александрович
Анто́н Алекса́ндрович Ко́ниярв (эст. Anton Konijärv) (03.(16).10.1914 — май 1993) — организатор сельскохозяйственного производства, Герой Социалистического Труда.

## Биография
Уроженец деревни Высокое Новоржевского уезда (сейчас — Псковская область, Псковский район), эстонец.
В 1934—1941 годах председатель колхоза в Любимском районе Ярославской области.
В 1941—1945 годах в РККА, участник войны.
В 1945—1948 годах директор совхоза «Алатскиви», Тартуский район Эстонской ССР.
С 1948 года директор Опорно-показательного совхоза им. Ленина в Раннуском сельсовете Тартуского района (до 1960-х гг. назывался совхоз «Курекюла»).
В 1958 году в совхозе получена урожайность (ц/га): зерновые — 25, картофель — 191, корнеплоды — 613, сено многолетних трав — 53.
Депутат Верховного Совета СССР 5-го созыва.
Умер в мае 1993 года. Похоронен 27 мая на кладбище Эльва.

## Награды и Звания
Герой Социалистического Труда (1958).
Награды: Золотая звезда Героя, два ордена Ленина, орден Трудового Красного Знамени, ордена Славы 3 и 2 степеней, орден Отечественной войны I степени (1985), медаль «За трудовую доблесть», Почётные грамоты Президиума Верховного Совета Эстонской ССР.

## Память
В 1958 году Таллинской киностудией художественных и хроникальных фильмов был снят документальный фильм «Saadikukandidaat Anton Konijärv» / «Кандидат в депутаты Антон Кониярв», режиссёр Реэт Касесалу (Reet Kasesalu).